# Bernardino Zenale
Bernardino Zenale (Treviglio, circa 1460 - Milà, 1526), va ser un pintor italià del Renaixement.

## Biografia
D'aquest pintor i arquitecte llombard es tenen escasses referències fins a aparèixer anomenat en les actes de la Confraternitat (gremi) dels Pintors Milanesos el 1481. El 1485 Zenale, al costat de Bernardino Butinone, conclouen i signen el monumental políptic de l'església de san Martino a Treviglio «Políptic de Treviglio». En aquesta obra, pertanyen a Zenale el plantejament arquitectònic del conjunt i els dos dos plafons de l'esquerra. En aquest mateix any, encara que a Milà, Zenale i Butinone es van encarregar de realitzar els frescs per a l'església de Santa Maria delle Grazie, corresponent a Zenale les "mitjacanyes" amb sants en la nau central de l'edifici; en les mencionades pintures s'aprecien influxos de Mantegna. Va ser contractat el 1490 per Ludovico Sforza per decorar la -més tard destruïda- sala della Balla al Castell Sforzesco de Milà. Entre el període que va de 1484 a 1493 Zenale va realitzar en col·laboració amb Butinone els frescs de les escenes de la Vida de san Ambrogio i Els Angels músics que es troben a la capella Grifi de l'església milanesa de Sant Pere de Gessate.
A inicis del segle xvi va començar a fer-se notar a l'obra de Zenale el notori influx de Leonardo da Vinci -influx que, entre d'altres, també seria determinant en qui fins aleshores havia estat un deixeble de Zenale: Giovanni Antonio Boltraffio-; encara que a Zenale els influxos lleonardescos són tornats a elaborar amb una personalíssima versió pictòrica, tal com es fa evident al políptic que va pintar per a la Confraternità Dell'Immacolata Concezione de la població de Cantù.) També és memorable la presència de Zenale en Brescia a efectes de realitzar el retaule anomenat «Del Sagrament» en l'església de San Giovanni Vangelista, obra que va resultar importantíssima per al desenvolupament de la pintura bresciana posterior, per exemple d'Altobello Melone i Girolamo Romanino.
Giovanni Paolo Lomazzo, qui va poder veure diverses obres avui perdudes de Zenale, recorda que l'artista posseïa gran perícia per efectuar escorços i perspectives, el que fa pensar que Zenale va arribar a entaular una relació amb Donato Bramante, podent escriure un -avui perdut- Tractat de perspectiva. En efecte, l'estil de Zenale s'expressa mitjançant formes dilatades i tanmateix serenes, situades sòlidament en espais amplis, i en això es veu l'influx de Bramante.

## Obres
- Adoració Los Angeles, Getty Center (del políptic de Cantù)
- Tríptic de la Mare de Déu amb l'Infant (Col·lecció Kress).
- Sants (c. 1497, Col·lecció Contini Bonacossi, Florència).
- Part central del Políptic de San Ambrogio (els laterals són de Bernardino Butinone) a Milà, en l'església de Sant Pere de Gessate.